# Кранчар, Нико
Ни́ко Кра́нчар (Краньчар, хорв. Niko Kranjčar; род. 13 августа 1984, Загреб, Югославия) — хорватский футболист, выступавший на позиции полузащитника. Играл за сборную Хорватии. Гражданин Хорватии и Австрии.

## Биография
Сын футболиста и тренера хорватской сборной Златко Кранчара. Нико провёл часть своего детства в Вене, пока отец играл за венский «Рапид» (до 1991). В 17 лет Нико стал самым молодым капитаном в истории загребского «Динамо», однако зимой 2005 года перешёл в стан главного соперника «Динамо» — «Хайдука» из Сплита за рекордную для Хорватии сумму в 1,5 миллиона евро. В сезоне 2004/05 в составе «Хайдука» он стал чемпионом Хорватии и обрёл постоянное место в национальной сборной.
После весьма успешного старта в сезоне 2006/07 Нико подписал четырёхлетний контракт с английским клубом «Портсмут».
В последний день летних трансферов, 1 сентября 2009 года, Нико Краньчар перешёл из «Портсмута» в «Тоттенхэм Хотспур». Сумма сделки между клубами составила 2,5 миллиона фунтов стерлингов. После успешного сезона 2009/2010, Нико прочно осел на скамейке запасных команды Гарри Реднаппа и в ноябре 2010 появилась информация, что он и Дэвид Бентли будут проданы в зимнее трансферное окно. В чемпионате Англии Нико провёл всего 3 матча и трижды выходил в Лиге чемпионов и в кубке Англии.
6 июня 2012 года Нико Краньчар перешёл в киевское «Динамо». Контракт подписан сроком на 4 года. Компенсация за переход, по неофициальным данным, составила 7 миллионов евро, а годовая зарплата футболиста — 2 миллиона. 14 января 2016 года было официально сообщено, что «Динамо» и Нико пришли к обоюдному согласию о досрочном прекращении действия контракта.

### Сборная Хорватии
В решающем для России матче отборочного тура на чемпионат Европы 2008 года между Англией и Хорватией Нико на 7-й минуте забил первый мяч в ворота англичан, чему поспособствовала грубая ошибка английского вратаря. В итоге сборная Хорватии одержала победу на «Уэмбли» (3:2), что обеспечило и ей, и россиянам попадание на континентальное первенство.

## Достижения
«Динамо» Загреб
- Чемпионат Хорватии: 2002/03
- Кубок Хорватии: 2001/02, 2003/04

«Хайдук»
- Чемпионат Хорватии: 2004/05
- Суперкубок Хорватии: 2005

«Портсмут»
- Кубок Англии: 2007/2008

«Динамо» Киев
- Бронзовый призёр чемпионата Украины: 2012/13